# Державна прикордонна служба України
Держа́вна прикордо́нна слу́жба Украї́ни (абр. ДПСУ) — правоохоронний орган спеціального призначення, на який покладаються завдання щодо забезпечення недоторканності державного кордону України та охорони суверенних прав України в її винятковій (морській) економічній зоні.

## Історія

### Перший період: відродження прикордонної служби (1991-1993 роки)
Див. ще: Прикордонні війська України
Протягом першого періоду (вересень 1991 – 1993 рр.) відбувалося утворення і становлення Прикордонних військ. Вирішувалися нагальні проблеми, пов’язані зі створенням українських кордонів, напрацюванням нормативно-правової бази їх функціонування, комплектуванням, формуванням організаційно-штатної структури, виставленням підрозділів по всьому периметру державної території України; формуванням, розгортанням нових об’єднань, з’єднань і частин, організацією ними прикордонного контролю на кордоні з Молдовою, Російською Федерацією, Білоруссю; нарощенням зусиль з охорони морської ділянки; розвитком авіації тощо.Утворення та становлення військ здійснювалося під керівництвом Державного комітету у справах охорони державного кордону України.
Головним завданням прикордонних військ було забезпечення недоторканності державного кордону України по всьому периметру держави протяжністю 8 215 км на суші, морі, річках, озерах та інших водоймах України, а також охорона виняткової (морської) економічної зони України.
Враховуючи нові завдання, необхідність підвищення оперативності управління частин і з’єднань на підставі постанови Кабінету Міністрів України від 4 травня 1992 року №221-03 та наказу Голови Держкомкордону від 8 травня 1992 року №042 у ПВУ були створені регіональні структурні підрозділи – Північно-Західне (з дислокацією у м. Львові), Південне (м. Одеса) та Південно-Східне (м. Харків) управління (з грудня 1995 року їх перейменовано в напрями).
За рахунок додаткової чисельності в тому ж 1992 році сформовано і виставлено на охорону кордону 10 загонів прикордонного контролю (місця дислокації: Ізмаїл, Березине, Могилів-Подільський, Котовськ, Луцьк, Суми, Чернігів, Харків, Луганськ, Маріуполь) у складі 120 застав прикордонного контролю і 119 пунктів пропуску через  державний кордон.

### Другий період: розбудова Прикордонних військ (1994-1999 роки)
Розбудова Прикордонних військ відбувалася у 1994 – 1999 рр. під керівництвом генерал-полковника Віктора Івановича Банних. У цей період виконувалися завдання, які передбачалися довгостроковою Комплексною програмою розбудови державного кордону України; удосконалювалося законодавство про державний кордон; договірно-правове оформлення державного кордону; формувалася і затверджувалася ідеологія охорони державного кордону; розвивалася мережа пунктів пропуску через державний кордон; удосконалювалися система управління, структура військ та їх оперативно-службова діяльність, матеріально-технічне забезпечення тощо.
Протягом 1994-1999 років через державний кордон було пропущено 391 млн. громадян і 81,9 млн. одиниць транспортних засобів. Затримано 134205 порушників  кордону, з яких 65628 – незаконні мігранти. Виявлено і вилучено 10643 одиниці зброї, 2307741 штук боєприпасів та 20,75 кг вибухівки, 11685,4 кг наркотичних речовин, 200 кг радіоактивних речовин. Затримано контрабандних товарів на загальну суму 52 млн. 255 тис. грн. Виявлено майже 500 каналів і понад 1 тис. пособників незаконних мігрантів. Органами дізнання ПВУ щодо затриманих осіб порушено майже 1 тис. адміністративних та кримінальних справ відносно 1550 осіб. За цей період було проведено 80 прикордонних операцій і 1078 пошуків.

### Третій період: комплексна підготовка до реформи (2000-2003 роки)
Третій період (2000 р. – липень 2003 р.) пов'язаний з підготовкою до реформування Прикордонних військ у правоохоронний орган спеціального призначення. Підґрунтя зазначеної реформи було підготовлене під керівництвом Голови Держкомкордону генерал-полковника Бориса Миколайовича Олексієнка. У цей період відбувалася подальша розбудова державного кордону і вдосконалення оперативно-службової діяльності прикордонних підрозділів; переосмислення підходів до організації системи охорони державного кордону; велися пошуки оптимальної структури органів управління та охорони кордону.
Після набуття Україною незалежності Прикордонні війська тривалий час залишалися військовою структурою. Чинне законодавство та організаційно-штатна побудова значною мірою обмежували їх можливості щодо широкого застосування сучасних форм і методів запобігання протиправній діяльності на державному кордоні. Рівень ефективності службово-бойової діяльності військ усе складніше було підвищувати тільки завдяки оргштатним змінам, збільшенням навантажень на особовий склад та його кількості, проведенням операцій військовими методами тощо. Тому, зважаючи на ситуацію, що склалась, найефективнішим шляхом вирішення багатьох проблем вбачалось реформування Прикордонних військ у правоохоронний орган із відповідними повноваженнями.
Протягом 2001-2003 років було проведено значну за обсягом роботу:
- здійснено комплекс організаційних і практичних заходів щодо переведення на нову організаційно-штатну структуру частин і підрозділів ПВУ;

- затверджено відомчі нормативні акти з організації оперативно-службової діяльності прикордонних підрозділів;

- запроваджено нові програми підготовки прикордонників у навчальних закладах і центрах підготовки та перепідготовки кадрів.

Результатом цієї напруженої роботи стало створення 1 серпня 2003 року Державної прикордонної служби України – правоохоронного органу спеціального призначення.

### Четвертий період: становлення та розвиток служби (2003-2014 роки)
Четвертий період історії, пов'язаний з подальшим розвитком прикордонного відомства. У цей час було запроваджено нову організаційну структуру Державної прикордонної служби України. Це сприяло переходу на чотирирівневу систему управління (Адміністрація Держприкордонслужби – регіональне управління – орган охорони кордону – відділ прикордонної служби). Заходи з удосконалення структури органів управління, охорони кордону та забезпечення дали змогу наблизити їх співвідношення до європейських стандартів.
У жовтні 2003 року співробітники прикордонної служби брали участь у конфлікті біля острова Тузла в Керченській протоці.
У 2004 році почалося надання технічної допомоги прикордонній службі України за програмою «Посилення прикордонного менеджменту на державному кордоні України», яка фінансувалася за участю Агентства зменшення загроз Міністерства оборони США (під час здійснення програми, яка тривала в 2004—2013 рр., для ДПСУ було передано обладнання та техніки на суму близько 34 млн доларів США, навчено 7500 співробітників).
2008 року система керування Держприкордонслужби була реформована з п'ятирівневої до чотирирівневої (адміністрація, регіональні управління, органи охорони кордону, а також відділи прикордонної служби).
У листопаді 2010 року США передали прикордонній службі України 62 транспортних засоби на суму 3,5 млн доларів (зокрема, 38 позашляховиків Chevrolet Niva, 5 катерів UMS-600, 3 автобуси «Богдан», 3 мікроавтобуси Volkswagen Transporter, 5 квадроциклів Bombardier Outlander 400 MAX, 6 снігоходів Polaris 600 IQ Touring, а також 2 катери на повітряній подушці КМ-6). Урочистості з передавання відбулися за участю посла США в Україні Джона Теффта та голови Держприкордонслужби Миколи Литвина.
Завдяки заходам, проведеним протягом цього періоду, було створено засади для становлення сучасного прикордонного відомства як правоохоронного органу, діяльність якого ґрунтуватиметься на базових стандартах Європейського Союзу у сфері управління кордоном.

### П'ятий період: адаптація відомства до воєнного стану (2014-2024 роки)
Після Революції гідності, як держава так і всі правоохоронні органи та прикордонне відомство зокрема, потребували докорінних змін. «Гібридна» війна на сході країни, інші загрози її територіальній цілісності, незалежності та існуванню, небезпека сепаратизму, міжнародний тероризм, активізація контрабанди зброї та засобів терору, наркобізнесу, нелегальної міграції, а також загроза незаконного розповсюдження зброї масового ураження та екологічно небезпечних речовин зумовили необхідність удосконалення системи безпеки державного кордону.
Ситуація, що склалася, показала слабкий військовий компонент, недостатнє технічне оснащення та матеріальне забезпечення суб’єктів інтегрованого управління кордонами, що не дало змогу повною мірою реагувати на нові загрози.
Відбувається оптимізація штатної структури Державної прикордонної служби України та трансформація прикордонного відомства. Вперше за роки незалежності гранична штатна чисельність Державної прикордонної служби України збільшується на 3000 військовослужбовців.
Створюються оперативно-бойові прикордонні підрозділи, які беруть під контроль лінію розмежування з тимчасово окупованими територіями Луганської та Донецької областей. В стислі строки проводяться облаштування та фортифікаційне укріплення новостворених підрозділів. Із залученням коштів міжнародної технічної допомоги підрозділи, що виконують завдання вздовж лінії розмежування в зоні проведення АТО отримують сучасну броньовану техніку та амуніцію. Активно продовжується інженерно-технічне та фортифікаційне облаштування загрозливих ділянок державного кордону.
До штату прикордонних оперативно-бойових підрозділів вводяться принципово нові для прикордонного відомства військові спеціальності, організовується підготовка та забезпечення засобами ураження даної категорії військовослужбовців. Створюються комендатури швидкого реагування для виконання спеціальних завдань, які вподальшому зайняли елітне місце в загальній структурі прикордонного відомства та стали одним з основних елементів нової моделі охорони та оборони державного кордону.
За сприяння іноземних партнерів створюється загін спецпризначення «ДОЗОР» (Десятий окремий загін оперативного реагування), який за рівнем підготовки не поступається аналогічним підрозділам передових країн світу.
На Сході країни розпочинається розгортання нових Донецько-Луганського регіонального управління та Лисичанського прикордонного загону. Їх діяльність спрямовується на виконанні завдань на лінії зіткнення, що покращує якість управління та міжвідомчу взаємодію.
На початку березня 2014 року почалася операція «Кордон» з недопущення пересування, переміщення вантажів і товарів через кордон з так званою Придністровською Молдавською Республікою, в якій брали участь підрозділи українських військ, прикордонної охорони та митної служби. Впродовж операції, українською стороною розпочато спорудження протитанкового рову уздовж всієї ділянки кордону з ПМР.
Після проведення незаконного «референдуму» про статус Криму у березні 2014 року самопроголошений верховний головнокомандувач Криму Сергій Аксьонов «наказав» військовослужбовцям частин Збройних сил України на теренах півострова подати рапорти про розірвання контрактів і приєднатися до передислокованих з Криму частин, або вступити до Збройних сил Республіки Крим. Частина особового складу української прикордонної служби, що проходив службу в Криму, виявила бажання продовжити службу в прикордонній охороні Російської Федерації.
21 березня 2016 року, затверджено Положення про прикордонну комендатуру швидкого реагування Державної прикордонної служби України.
2 лютого 2023 року в рамках рекрутингового проєкту Гвардія наступу стало відомо про створення двох штурмових бригад у складі ДПСУ. Вони отримали назви «Сталевий кордон» (15-й мобільний прикордонний загін) та «Помста» (3-й прикордонний загін імені Героя України полковника Євгена Пікуса). У 2024 році до них приєдналися ще дві бригади: «Гарт» (1-й прикордонний загін) та «Форпост» (Краматорський прикордонний загін).
За 2023 рік виконано значний обсяг завдань з оснащення підрозділів сучасним озброєнням і технікою, зокрема броньованою, системами ствольної та реактивної артилерії, засобами ППО, сучасними зразками зброї. У діючих пунктах пропуску через державний кордон забезпечено оформлення більш як 35 млн осіб та понад 8 млн транспортних засобів. З урахуванням актуальних загроз Держприкордонслужба впровадила  диференційований підхід до інженерно-технічного облаштування кордону й застосування в охороні державного кордону сучасних технічних засобів. Завдяки спільним зусиллям Держприкордонслужба є повноцінною складовою Сил безпеки і оборони України та продовжує розвиватись.
Вже майже 10 років триває збройна агресія рф проти України, яка 24 лютого 2022 року набула повномасштабного характеру. Прикордонники у складі Сил оборони мужньо виконують бойові завдання. Життєвий шлях кожного нашого захисника та захисниці гідний особливої уваги та шани, їх героїзм та відвага є прикладом для нас.— Перший заступник Голови Держприкордонслужби Володимир Нікіфоренко

## Основні завдання ДПСУ
На відомство покладено захист від будь-яких спроб незаконного перетинання лінії державного кордону України, збройних конфліктів та інших провокацій на кордоні. Це завдання здійснюється у взаємодії зі Збройними Силами України та іншими військовими підрозділами у відбитті вторгнення або нападу на територію України іншої держави чи групи держав.
Важливими зобов'язаннями Державної прикордонної служби України, які законодавством віднесено до її відповідальності, є:
- виявлення та припинення злочинів і адміністративних правопорушень, проведення дізнання, здійснення провадження у справах про адміністративні правопорушення.
- здійснення прикордонного контролю та пропуску в установленому порядку осіб, транспортних засобів, вантажів та іншого майна.
- облік іноземців та осіб без громадянства, які в установленому порядку прибувають до України, та їх паспортних документів у пунктах пропуску крізь державний кордон.
- запобігання в'їзду до України або виїзду з неї осіб, яким згідно з законодавством не дозволяється в'їзд до України або яких тимчасово обмежено у праві виїзду з України, зокрема відповідно до доручення правоохоронних органів.
- розшук у пунктах пропуску через державний кордон осіб, які переховуються від органів дізнання, слідства і суду, ухиляються від відбування кримінальних покарань.
- виконання в установленому порядку інших доручень правоохоронних органів.

В межах охорони кордону, захисту інтересів громадян та держави, прикордонна служба здійснює розвідувальну інформаційно-аналітичну та оперативно-розшукову діяльність, а також контррозвідувальні заходи щодо забезпечення захисту державного кордону України.
На органи відомства також покладена боротьба із нелегальною міграцією.

### Головне призначення
- охорона державного кордону України на суші, морі, річках, озерах та інших водоймах з метою недопущення незаконної зміни проходження його лінії, забезпечення дотримання режиму державного кордону та прикордонного режиму;

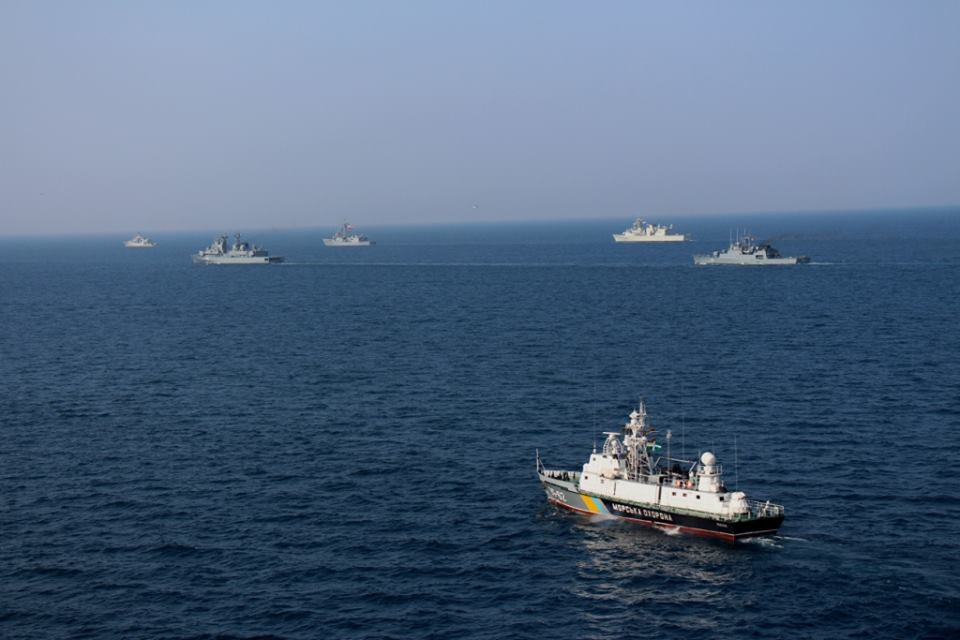
Прикордонний сторожовий корабель «Григо́рій Гнатенко», українсько-американське навчання «Сі Бриз — 2016»

- здійснення в установленому порядку прикордонного контролю і пропуску крізь державний кордон України осіб, транспортних засобів, вантажів та іншого майна, а також виявлення і припинення випадків незаконного їх переміщення;
- охорона суверенних прав України в її винятковій (морській) економічній зоні та нагляд за дотриманням прав і виконанням зобов'язань у цій зоні інших держав, українських та іноземних юридичних і фізичних осіб, міжнародних організацій;
- ведення розвідувальної, інформаційно-аналітичної та оперативно-розшукової діяльності задля забезпечення захисту державного кордону України згідно із законами України «Про розвідувальні органи України» та «Про оперативно-розшукову діяльність»;
- участь у боротьбі з організованою злочинністю й протидія незаконній міграції на державному кордоні України та в межах контрольованих прикордонних районів;
- участь у здійсненні державної охорони місць постійного і тимчасового перебування Президента України та посадових осіб, визначених у Законі України «Про державну охорону органів державної влади України та посадових осіб»;
- охорона закордонних дипломатичних установ України;
- узгодження діяльності військових формувань та відповідних правоохоронних органів, пов'язаної із захистом державного кордону України, а також діяльності державних органів, що здійснюють різні види контролю під час перетинання державного кордону України або беруть участь у забезпеченні режиму державного кордону, прикордонного режиму і розпорядку в пунктах пропуску крізь державний кордон України.

### Важливі принципи діяльності
- законність;
- повага і дотримання прав та свобод людини та громадянина;
- позапартійність;
- безперервність;
- поєднання гласних, негласних та конспіративних форм і способів діяльності;
- єдиноначальність;
- колегіальність при розробці важливих рішень;
- взаємодія з органами державної влади, органами місцевого самоврядування та громадськими організаціями під час здійснення покладених на Державну прикордонну службу України завдань;
- відкритість для демократичного цивільного контролю.

## Нормативно-правова база
Правову основу діяльності державної прикордонної служби України становлять:
- Закон України «Про Державну прикордонну службу України» від 4 березня 2003,
- Закон України «Про державний кордон України» від 11 березня 1991 року,
- Закон України «Про участь громадян в охороні громадського порядку і державного кордону» від 22 червня 2000.

Діяльність державної прикордонної служби України здійснюється відповідно до законів, розпорядженнями Президента України, постановами Кабінету Міністрів України, а також ратифікованими Верховною Радою України міжнародних договорів України.

## Керівництво

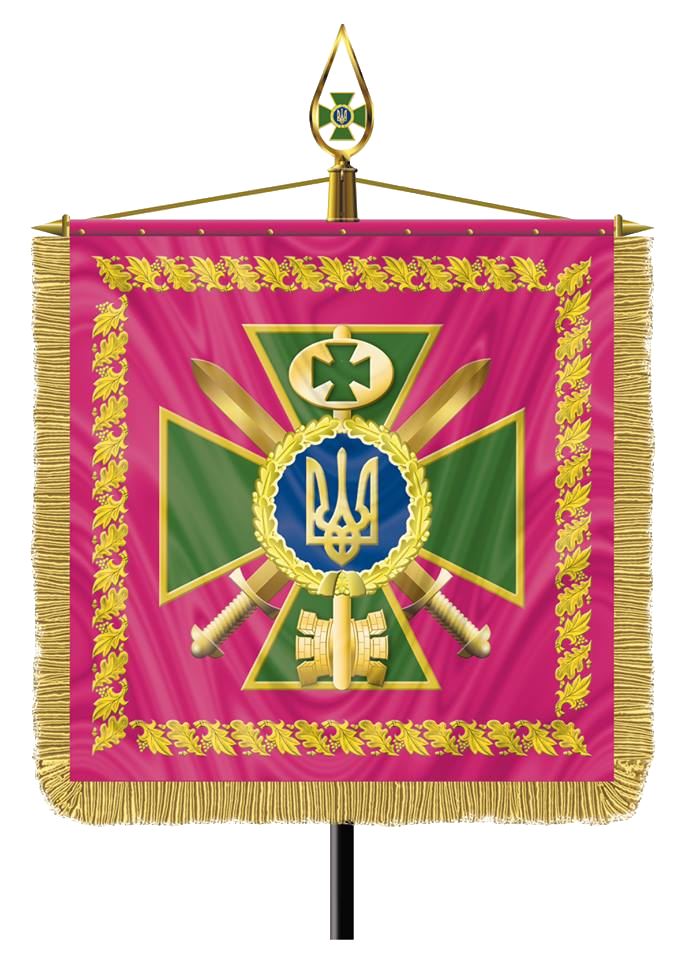
Штандарт голови Державної прикордонної служби України

### Керівники
- (1992—1994) генерал армії України Губенко Валерій Олександрович
- (1994—1999) генерал-полковник Банних Віктор Іванович
- (1999—2001) генерал-полковник Олексієнко Борис Миколайович
- (2001—2014) генерал армії України Литвин Микола Михайлович
- (2014—2017) генерал армії України Назаренко Віктор Олександрович[14]
- (2017—2019) генерал армії України Цигикал Петро Олександрович[15][16][17]
- (з 06.2019) генерал-лейтенант Дейнеко Сергій Васильович[18][19]

### Перші заступники
- (???) генерал-лейтенант Серватюк Василь Миколайович
- (2018—2019) генерал-лейтенант Гресько Юрій Петрович[20][21]
- (з 09.2019) генерал-майор Нікіфоренко Володимир Степанович[22]

### Заступники
- (2018—2019) генерал-лейтенант Піменов Артур Олександрович[23][24]
- (2014—2019) генерал-лейтенант Бляшенко Олег Вікторович[14][25]
- (з 09.2019) генерал-майор Ченчик Вадим Миколайович[26]
- (з 12.2019) генерал-майор Сердюк Сергій Іванович[27]

## Структура

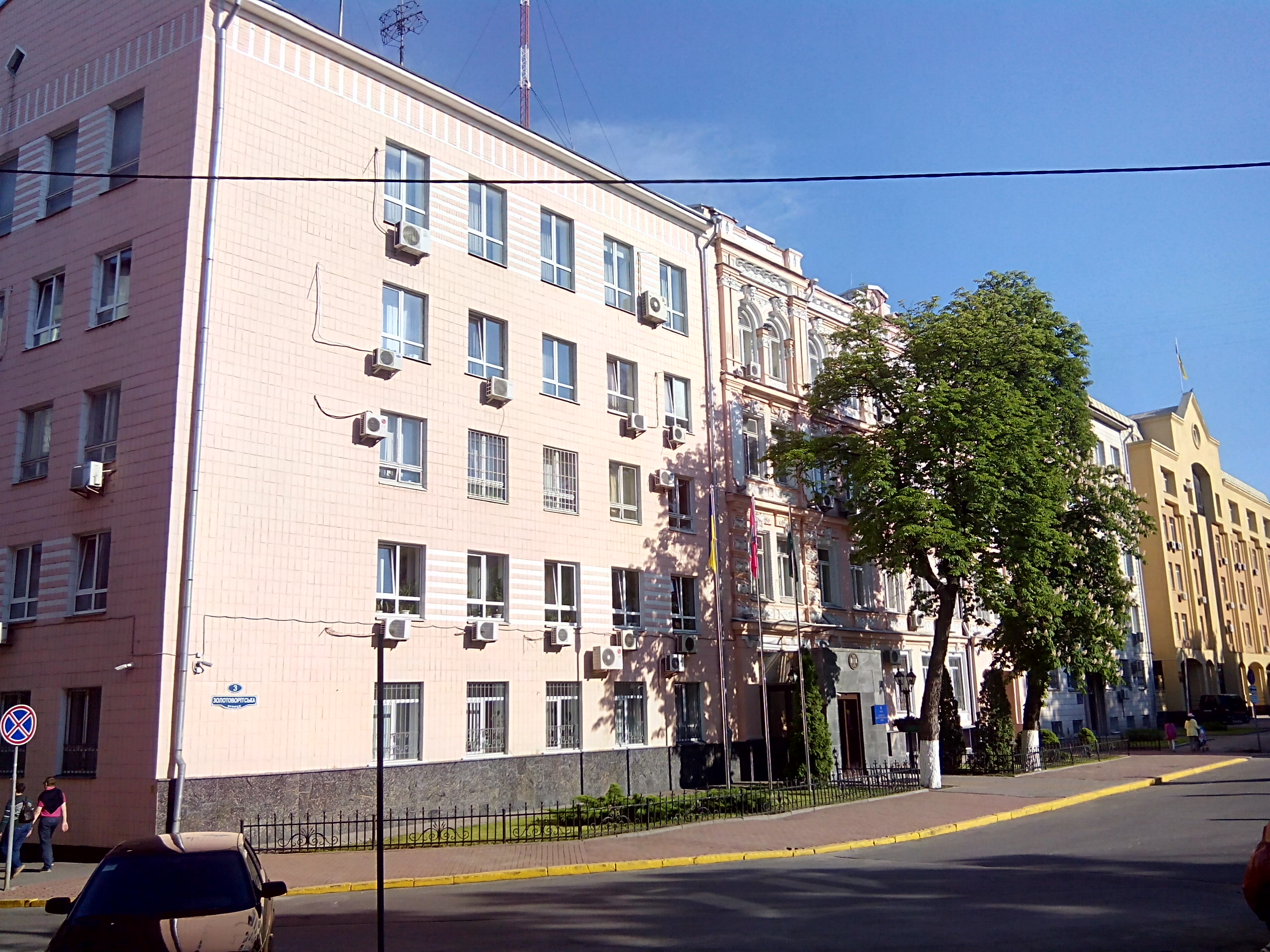
Головний офіс ДПСУ в Києві.

### Адміністрація Державної прикордонної служби України
- Керівництво;
- Морська охорона України
- Управління забезпечення діяльності Голови Державної прикордонної служби України та роботи з громадськістю;
- Управління внутрішньої та власної безпеки;
- Управління режиму і захисту інформації;
- Управління правового забезпечення;
- Управління внутрішнього аудиту;
- Відділ охорони державного кордону;
- Департамент оперативної діяльності;
- Підрозділ аналізу та оцінки інформації;
- Управління зв'язку;
- Управління контролю та документального забезпечення;
- Департамент персоналу;
- Департамент ресурсного забезпечення;
- Відділ тендерних закупівель та моніторингу цін;
- Фінансово-економічне управління;
- Департамент організації повсякденної діяльності та соціально-гуманітарного забезпечення.

### Регіональні управління
Державна прикордонна служба України складається з чотирьох регіональних управлінь:
- Західне регіональне управління (місто Львів):
  - Волинський прикордонний загін[28]
  - Луцький прикордонний загін
  - Львівський прикордонний загін
  - Клінічний госпіталь ДПС України (Львів)
  - Кінологічний навчальний центр Державної прикордонної служби України, місто Великі Мости
  - Мостиський прикордонний загін
  - Мукачівський прикордонний загін
  - Чопський прикордонний загін
  - Чернівецький прикордонний загін
- Регіональне управління морської охорони (місто Одеса):
  - Маріупольський загін морської охорони
  - Навчальний центр морської охорони, місто Ізмаїл
  - Одеський загін морської охорони
- Південне регіональне управління (місто Одеса):
  - Херсонський прикордонний загін
  - Бердянський прикордонний загін
  - Одеський прикордонний загін
  - Одеська окрема авіаційна ескадрилья
  - Клінічний госпіталь ДПС України (Одеса)
  - Білгород-Дністровський прикордонний загін
  - Ізмаїльський прикордонний загін
  - Подільський прикордонний загін
  - Могилів-Подільський прикордонний загін
- Східне регіональне управління (місто Харків):
  - Донецький прикордонний загін
  - Краматорський прикордонний загін
  - Лисичанський прикордонний загін ліквідований в березні 2020
  - Харківський прикордонний загін
  - Харківська окрема авіаційна ескадрилья
  - Поліклініка ДПС України (Харків)
  - Луганський прикордонний загін
  - Сумський прикордонний загін
  - Шосткинський прикордонний загін

### Частини центрального підпорядкування
- Чернігівський прикордонний загін
- Житомирський прикордонний загін
- Підрозділ спеціального призначення «Дозор»[29][30];
- Прикордонний підрозділ безпілотних авіаційних систем «Фенікс»[31]
- 15-й мобільний прикордонний загін «Сталевий кордон»;
- «Дозор-М»[32][33][34];
- ОКПП «Київ»;
- Мобільний прикордонний загін;
- Навчальний центр підготовки молодших спеціалістів Державної прикордонної служби України імені генерал-майора Ігоря Момота;
- Головний центр зв'язку, автоматизації та захисту інформації;
- Центральний клінічний госпіталь;
- Національна академія Державної прикордонної служби України ім. Богдана Хмельницького;
- Науково-дослідний інститут;
- Спорткомітет;
- Академічний ансамбль пісні і танцю України Державної прикордонної служби України;
- Центральний музей Державної прикордонної служби України;
- Інформаційне Агентство Державної прикордонної служби України;
- Окрема комендатура охорони і забезпечення;
- Центральна база зберігання та постачання;
- Клінічний санаторій «Аркадія».

## Особовий склад і чисельність

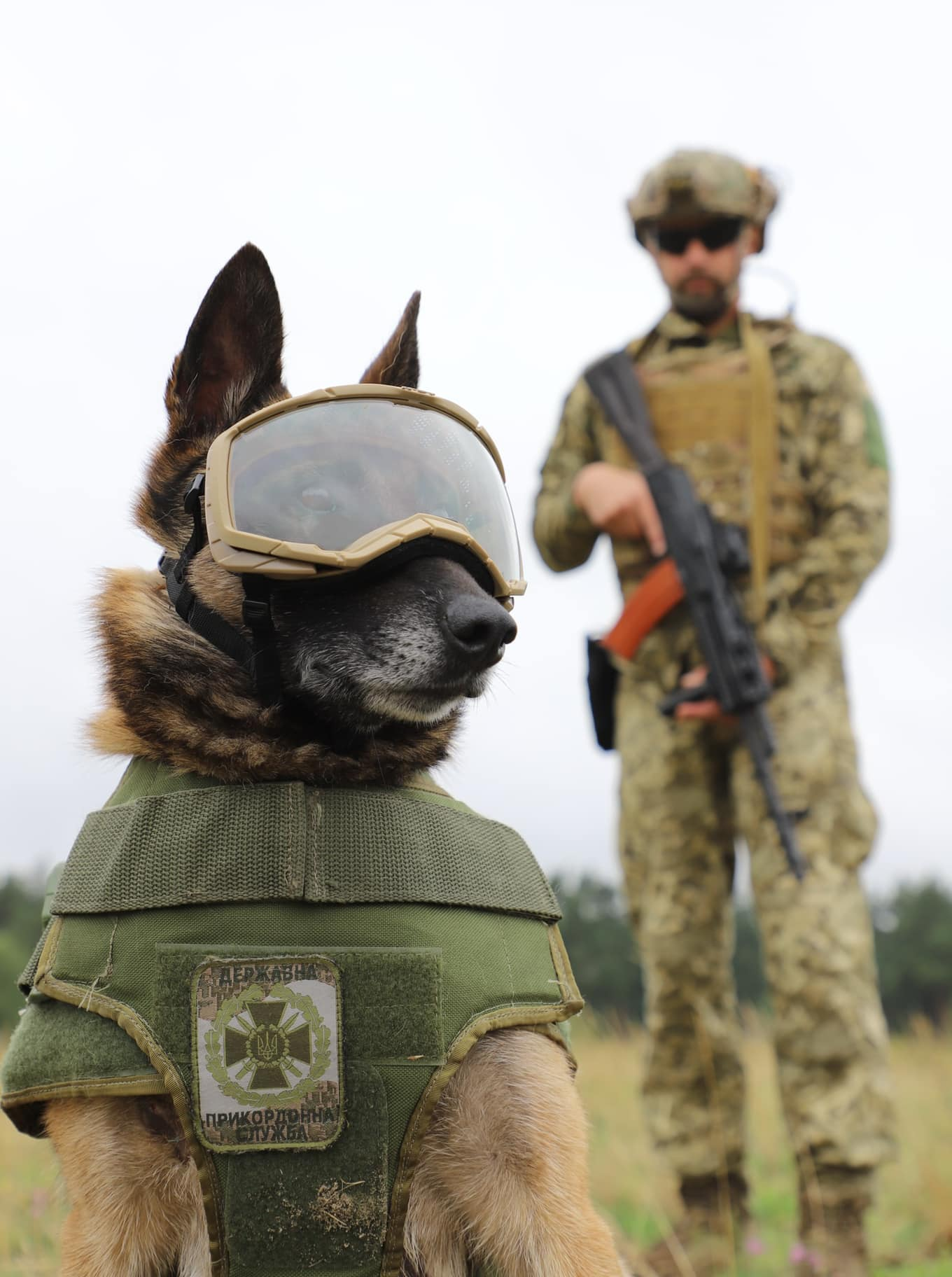
Прикордонник зі службовим собакою (2022)

Загальна чисельність Державної прикордонної служби України становить 60 000 осіб, у тому числі 52 000 військовослужбовців. В особливий період загальна чисельність Державної прикордонної служби України збільшується на кількість особового складу, призваного на військову службу на виконання указів Президента України про мобілізацію, затверджених законами України.
24 квітня 2024 року Верховна Рада України, відповідно до пропозицій Кабміну, збільшила загальну чисельність відомства на 15 000 осіб та встановила, що протягом року з дня припинення або скасування воєнного стану на території України його чисельність становитиме до 75 000 осіб, зокрема, до 67 000 військовослужбовців.
В період 2008-2016 років прикордонне відомство цілком відмовилося від призову військовослужбовців строкової служби та перейшло на контрактну службу, проте вже весною 2016 року призов було відновлено.
Медалі за службу

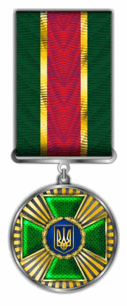
25 років служби
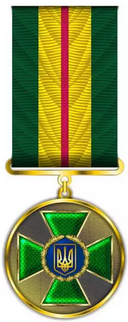
20 років служби
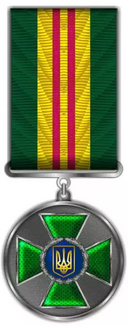
15 років служби
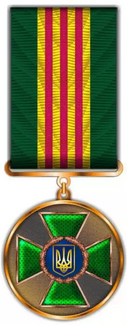
10 років служби

## Військово-лікарські комісії
При всіх госпіталях ДПСУ діють військово-лікарські комісії, на які покладено повноваження експертного визначення медичної та психологічної придатності особи до проходження військової служби в мирних та військових умовах, а також дорадче визначення втрати здоров'я внаслідок бойових дій або проходження військової служби в мирний час і встановленні відповідної групи інвалідності учаснику бойових дій, експертне визначення зв'язку смерті/загибелі військовослужбовця з вогнепальним пораненням під час захисту Батьківщини. Рішення ВЛК є підставою для отримання статусу члена родини загиблого військовослужбовця. Комісії є важливими структурними підрозділом військової медицини України.

## Інциденти
15 травня 2024 року прикордонники застрелили чоловіка під час спроби незаконного перетину українсько-румунського кордону поза пунктом пропуску на Закарпатті.

## Ювілей
20 березня 2018 року на державному рівні в Україні відзначається пам'ятна дата — 100 років з дня створення Окремого корпусу кордонної охорони, попередника Державної прикордонної служби України.

## Професійне свято
|                                                                       |  |  |
| Пам'ятна монета НБУ, присвячена Державній прикордонній службі України |  |  |

Від квітня 2018 року святкову дату встановлено на 30 квітня. День присвячений подіям кінця квітня 1918 року, коли слов'янська група окремої запорізької дивізії армії УНР під командуванням полковника Володимира Сікевича, звільнивши велику частину Донбасу, вийшла на міжнародно визнаний кордон з Росією і тодішнім Доном.

## Вшанування
- 25 квітня 2024 року у місті Дергачі провулок 1 травня перейменували на провулок Прикордонників[44].